# Echinoderidae
Echinoderidae là một họ của ngành Kinorhyncha trong lớp Cyclorhagida.

## Các chi
- Cephalorhyncha Adrianov & Malakhov, 1999[1]
- Echinoderes Clarapède, 1863[2]
- Fissuroderes Neuhaus & Blasche, 2006[3]
- Meristoderes Herranz, Thormar, Benito, Sánchez & Pardos, 2012[4]
- Polacanthoderes Sørensen, 2008[5]